# Divlje životinje
Naziv divlje životinje koristi se u pravilu za životinja koje žive u svom prirodnom staništu, podalje od čovjeka. To ih razlikuje od pripitomljenih, tako zvanih domesticiranih životinja. U ovu skupinu spada i divljač, životinje koje čovjek lovi, a što je uređeno Zakonom o lovu. U svakodnevnom govoru, pojedine vrste divljih životinja nazivaju se prema srodnim vrstama koje su domesticirane. Tako se sive guske (Anser anser) nazivaju "divljim guskama", a Anas platyrynchos se naziva "divljom patkom", iako to nije jedina vrsta koju bi se moglo ubrojati u ovu skupinu. Danas bi se divljim konjima mogli nazvati još samo Pševalskijevi konji, no naziv se u širem smislu koristi i za mustange, iako su ustvari potomci domesticiranih konja koji su se kasnije odvojili od čovjeka i vratili se životu u prirodi. 

## Životni prostor
Gotovo svuda na svijetu postoje divlje životinje, no najmanje divljih životinja još živi u divljini koju nije čovjek na neki način preoblikovao. Svaka životinjska vrsta ima određene potrebe u odnosu na okoliš (hrana, mogućnost razmnožavanja, skrivanje od neprijatelja i slično), koje su u dovoljnoj mjeri zadovoljene i u područjima koje je čovjek prilagodio svojim potrebama. Neke su životinje čak razvile naviku korištenja prednosti blizine čovjeka (bijela roda, neke vrste miševa). 
S druge strane, ljudske aktivnosti (poljoprivreda, gradnja naselja) razorile su, ili u najmanju ruku osjetno smanjile površine na kojima inače žive divlje životinje. Broj divljih životinja koje zbog svojih posebnih potreba ne mogu promijeniti stanište i dalje će se smanjivati.

## Odnos čovjek - divlje životinje
Samim svojim prisustvom divlje životinje obogaćuju čovjekov okoliš (na primjer, ptice pjevice svojom pjesmom).
Usprkos tome, odnos čovjeka prema divljim životinjama često je problematičan:
- Neke divlje životinje uzrokuju štete, najčešće vezane za pridobivanje i skladištenje hrane (štakori, miševi, crvena lisica, jastreb, razni kukci). Zbog toga, mnoge od njih čovjek ne samo da ne podnosi u svojoj blizini, nego ih i ubija.
- Veliki grabežljivci često su opasnost za ljude i njihove domaće životinje.
- Neke životinje prenose bolesti (trakavice, bjesnoća, malarija).
- Poljoprivredno i šumarsko korištenje površina obilježavaju danas monokulture koje svojom "očišćenošću" od drugih eventualno konkurentskih ili štetnih kultura, pruža potrebne komponente za život samo izrazito malom broju vrsta. Za mnoge životinjske vrste potrebna je raznovrsno strukturirana pokrajina.
- U suvremenoj poljoprivredi koriste se kemijska pomoćna sredstva (gnojiva, pesticidi, herbicidi) koji se kroz Hranidbeni lanac nakupljaju u divljim životinjama sa štetnim posljedicama. Na to se nadovezuje različit otrovni industrijski otpad i otpad iz postrojenja za uništavanje smeća i pročičćavanje otpadnih voda.
- Životni prostor mnogih divljih životinja ljudi u slobodno vrijeme koriste za razne aktivnosti. Životinje osjetljive na ometanje povlače se s tih područja.
- Mnoge životinje stradavaju na cestama i dalekovodima koji se protežu kroz njihov životni prostor.
- Kultivirani prostori mijenjaju se toliko brzo, da se divlje životinje ne uspijevaju tome prilagoditi.
- Divlje životinje tradicionalno su ljudima izvor hrane i sirovina (lov, ribolov).
- Čovjek u cirkusima iskorištava divlje životinje za vlastitu zabavu.
- Zoološki vrtovi su s jedne strane zatvori za životinje, ali s druge pomažu nekim krajnje ugroženim vrstama da opstanu.

## Upravljanje divljim životinjama
Pod pojmom upravljanja divljim životinjama podrazumijevaju se mjere pomoću kojih se rješavaju konflikti povezani s divljim životinjama. Ljudi koji se time bave trude se prije svega ponovo naseliti neke vrste na područja s kojih su nestale (smeđi medvjed, vuk, ris, dabar). Upoznavanjem i obrazovanjem lokalnog stanovništva podiže se njihova granica prihvaćanja ovih životinja, ali i oblikovanje politike prema divljim životinjama. Kad dođe do šteta koje one uzrokuju, u određenim okolnostima se stanovništvu daje naknada. Znanstveno se prati kretanje unutar određene populacije, a okoliš se po mogućnosti prilagođava specifičnim potrebama određene vrste. Kao krajnja mjera koristi se preseljavanje životinja.

## Zaštita divljih životinja
Brojnost mnogih životinja se smanjuje. U područjima koje nastanjuju ljudi, mnoge su vrste već izumrle ili su iz njih nestale. Kako je područja koje ljudi ne oblikuju prema svojim potrebama sve manje, a i dalje će se smanjivati, životinje koje izbjegavaju ljude su u principu ugrožene. 
Godine 1961. je osnovan World Wildlife Fund (WWF, World Wide Fund for Nature), što je bila prva organizacija koja je upozorila na ugroženost divljih životinja. Osnivanje posebnih zaštićenih područja počinje bez zakonske podloge, no kasnije se u nizu država regulira Zakonima o zaštiti prirode, što onda opet omogućuje stvaranje područja na kojima se divlje životinje aktivno štite u cijelom nizu država, a omogućuje i ponovno naseljavanje već nestalih životinjskih vrsta u njihova prirodna staništa.

## Vanjske poveznice
- AWAP - Udruga za zaštitu divljih životinja  Arhivirana inačica izvorne stranice od 16. lipnja 2018. (Wayback Machine)